# Malvaglia
Malvaglia est une localité et une ancienne commune suisse du canton du Tessin, située dans le district de Blenio.
Elle a fusionné le 1er avril 2012 avec Ludiano et Semione pour former la commune de Serravalle.
Malvaglia et sa vallée sont inscrits à l’Inventaire fédéral des paysages, sites et monuments naturels d’importance nationale en raison de la typicité des habitats aux toits recouverts de dalles de pierre qui s'y trouvent.

## Monuments et curiosités
- L'église paroissiale San Martino est d'origine très ancienne et déjà mentionnée au 13e s. Elle consiste en un édifice à une nef, deux chapelles latérales et un chœur polygonal. Le vaisseau a été reconstruit en 1525 puis agrandi en 1602-03. L'édifice se distingue par un haut clocher roman datant du 12e s. décoré d'arcatures lombardes, et dans lequel s'ouvrent des fenêtres à baies géminées. La façade principale est ornée de fresques du 16e s. dont un gigantesque saint Christophe. L'intérieur est également décoré de nombreuses fresques de la même époque, accompagnées dans les chapelles de décorations en stuc du 17e s[2].
- Chapelle Santi Enrico e Apollinare ornée de fresque datant de 1551, située à côté de l'église[3].